# Byestads gravfält
Byestads gravfält ligger i Vetlanda socken och är Smålands största gravfält. Det dateras till yngre järnåldern. Gravfältet består av 325 synliga fornlämningar men de har ursprungligen varit fler. Området ligger i östra utkanten av Vetlandas tätortsområde i både öppen terräng och i skogsmark. Det sträcker sig från Byestad i nordost till Bäckseda i sydväst och binds samman av Emån. Genom vägdragningar, grustäkt och odling har gravfältet minskat i omfattning. Idag består gravfältet av 144 gravhögar, 172 runda stensättningar, 2 klumpstenar, 6 treuddar och en mycket ovanlig sexuddig anläggning. Den största gravhögen är 11 meter i diameter och 1,2 meter hög. Sexudden är 38 meter i diameter och har omkring 15 meter långa uddar. I mittpartiet är den 1,6 meter hög.
Flera fornfynd har gjorts vid gravfältet, bland annat betsel, sölja, remändesbeslag och krukskärvor som dateras till vikingatiden.
Namnet Byestad tolkas som ”Plats för övergiven by”. Det ligger i Östra härad i Njudung som är ett av de gamla småländska folklanden med anor i förhistorisk tid.